# Enfoque basado en las capacidades

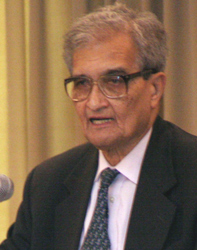
Amartya Sen en 2006

El enfoque basado en las capacidades (también se conoce como el enfoque de capacidades) es una teoría económica que se concibió en la década de 1980 como un enfoque alternativo a la economía del bienestar. En este enfoque, Amartya Sen reúne una serie de ideas que anteriormente estaban excluidas de (o inadecuadamente formuladas en) los enfoques tradicionales a la economía del bienestar. El objetivo principal del enfoque de las capacidades es en lo que los individuos son capaces de hacer.

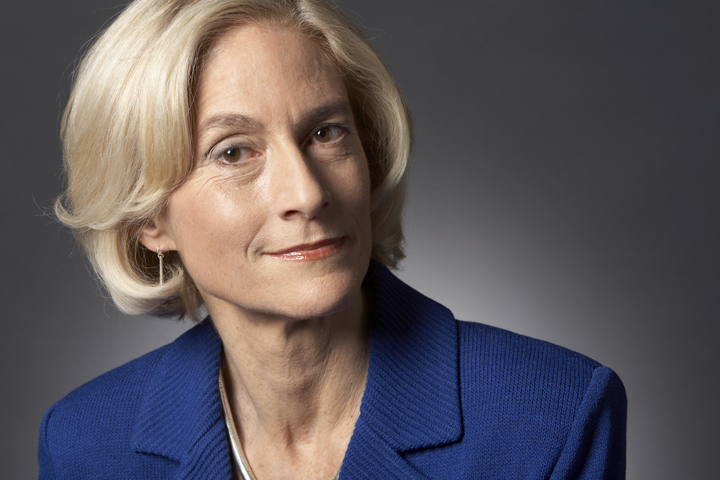
Martha Nussbaum en 2008

## Evaluación de la capacidad
Inicialmente, Sen argumentó a favor de cinco componentes en la evaluación de la capacidad:
1. La importancia de las libertades reales en la evaluación de la ventaja de una persona
2. Diferencias individuales en la capacidad de transformar recursos en actividades valiosas
3. La naturaleza multivariada de las actividades que dan lugar a la felicidad
4. Un equilibrio de factores materialistas y no materiales en la evaluación del bienestar humano
5. Preocupación por la distribución de oportunidades dentro de la sociedad

Posteriormente, y en colaboración particularmente con la filósofa política Martha Nussbaum, el economista de desarrollo Sudhir Anand y el teórico económico James Foster, Sen ha ayudado a enfocar las capacidades como un paradigma para el debate político sobre el desarrollo humano que inspiró la creación del Índice de Desarrollo Humano de la ONU (una medida popular de desarrollo humano, que captura capacidades en salud, educación e ingresos). Además, el enfoque ha sido operacionalizado con un enfoque de país de altos ingresos por Paul Anand y sus colegas. Además, desde la creación de la Asociación de Desarrollo Humano y Capacidad a principios de la década de 2000, el enfoque ha sido muy discutido por teóricos políticos, filósofos y una variedad de científicos sociales, incluidos aquellos con un interés particular en la salud humana.

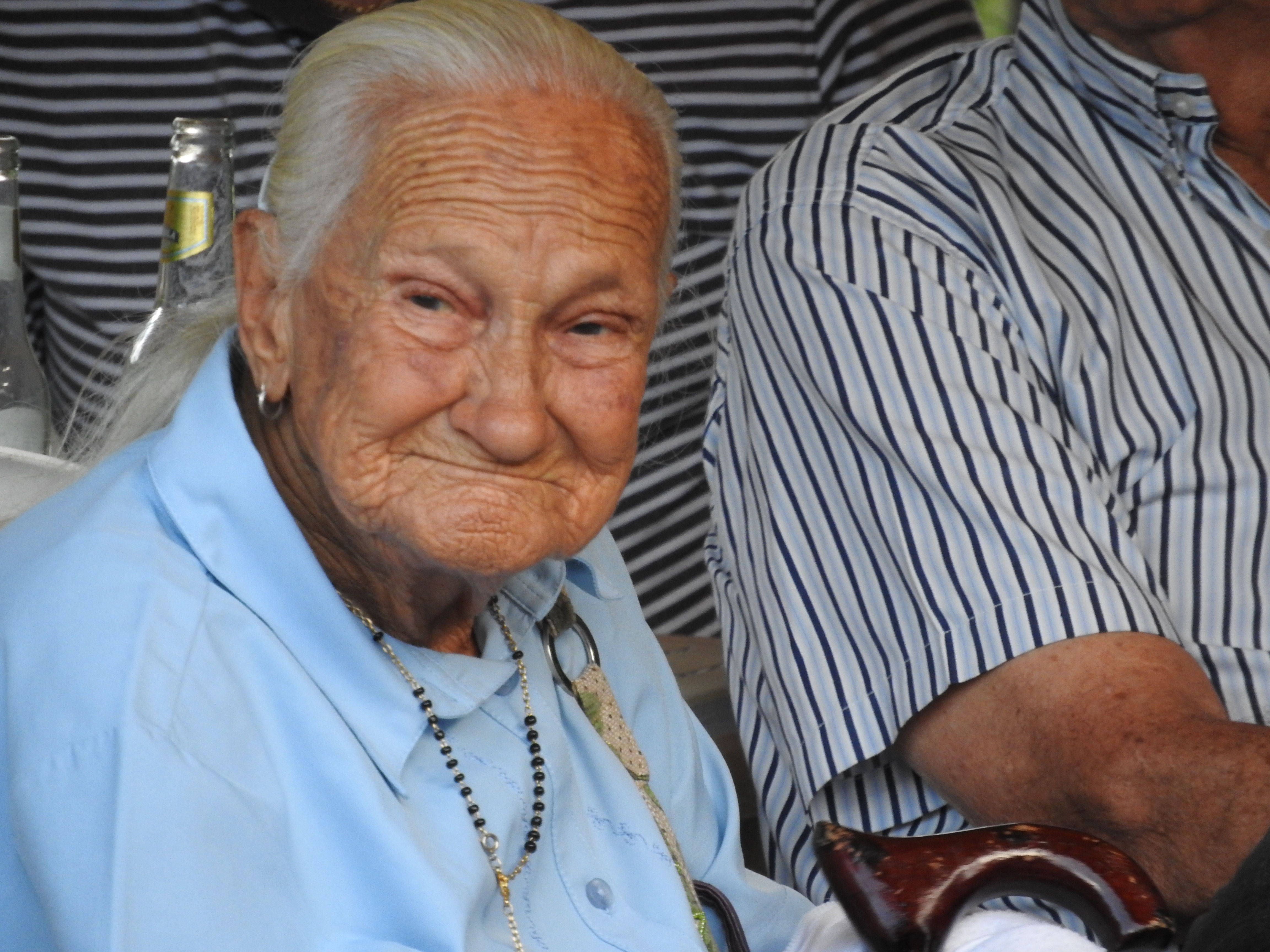
Vida. Poder vivir hasta el final de una vida humana de longitud normal; no morir prematuramente

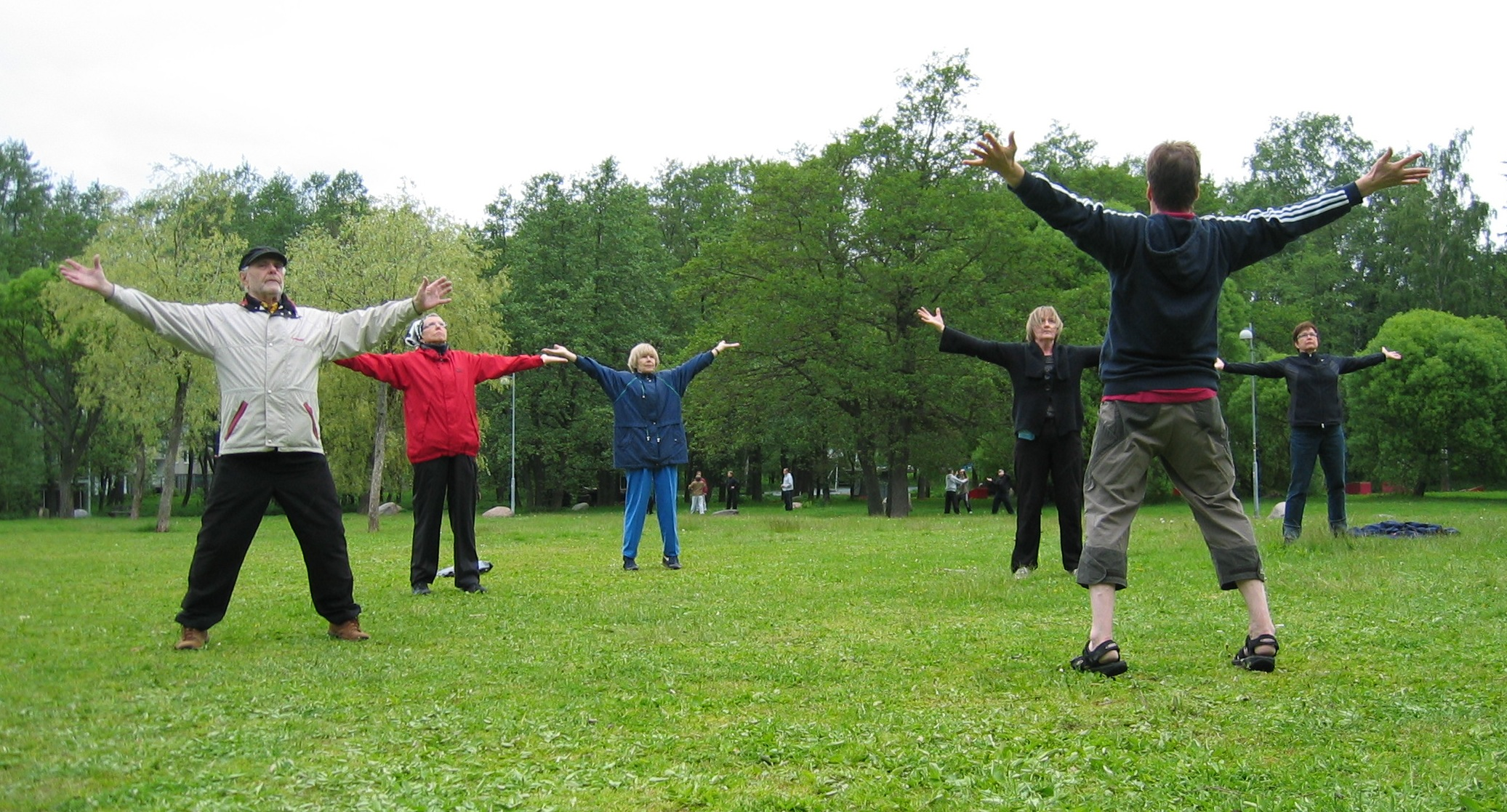
Salud. Poder gozar de buena salud

El enfoque enfatiza las capacidades funcionales ("libertades sustantivas", como la capacidad de vivir hasta la vejez, participar en transacciones económicas o participar en actividades políticas). Estas se interpretan en términos de libertades sustantivas que las personas tienen razones para valorar, en lugar de utilidad (felicidad, cumplimiento de deseo o elección) o acceso a recursos (ingresos, mercancías, activos). La pobreza se entiende como privación de capacidad. Cabe destacar que el énfasis no se centra únicamente en cómo funcionan los humanos, sino también en su capacidad, que es una opción práctica, "para lograr resultados que valoran y tienen razones para valorar". Todos podrían verse privados de tales capacidades de muchas maneras, por ejemplo por ignorancia, opresión del gobierno, falta de recursos financieros o falsa conciencia.
Este enfoque del bienestar humano enfatiza la importancia de la libertad de elección, la heterogeneidad individual y la naturaleza multidimensional del bienestar. En aspectos importantes, el enfoque es consistente con el manejo de la elección dentro de la teoría del consumo microeconómico convencional, aunque sus fundamentos conceptuales le permiten reconocer la existencia de necesidades, como derechos, que dominan normativamente las necesidades basadas en la utilidad (ver Sen 1979).

## Términos clave

### Funciones
En el sentido más básico, las funciones consisten en "seres y hechos". Como resultado, la vida se puede ver como un conjunto de funciones interrelacionadas. Esencialmente, las funciones son los estados y actividades constitutivos del ser de una persona. Los ejemplos de funciones pueden variar desde aspectos elementales, como estar saludable, tener un buen trabajo y estar seguro, hasta estados más complejos, como ser feliz, tener respeto por sí mismo y estar tranquilo. Además, Amartya Sen sostiene que las funciones son cruciales para una comprensión adecuada del enfoque de la capacidad; la capacidad se conceptualiza como un reflejo de la libertad para lograr funciones valiosas.
En otras palabras, las funciones son los sujetos de las capacidades a las que se hace referencia en el enfoque: lo que somos capaces, queremos ser capaces, o deberíamos ser capaces de ser y / o hacer. Por lo tanto, la combinación elegida de funciones de una persona, lo que son y lo que hacen, es parte de su conjunto de capacidades generales: las funciones que fueron capaces de hacer. Sin embargo, las funciones también se pueden conceptualizar de una manera que signifique las capacidades de un individuo. Comer, morir de hambre y ayunar se considerarían funciones, pero la función del ayuno difiere significativamente del hambre porque el ayuno, a diferencia del hambre, implica una elección y se entiende como la elección de pasar hambre a pesar de la presencia de otras opciones. En consecuencia, una comprensión de lo que constituye una función está intrínsecamente unida a una comprensión de las capacidades, tal como se define en este enfoque.

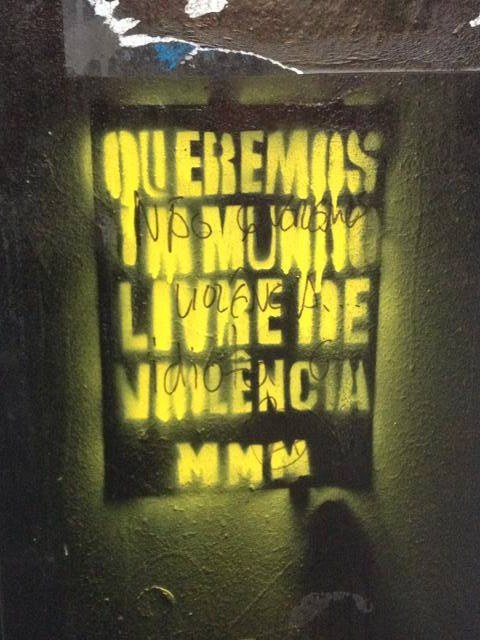
Integridad corporal. Poder moverse libremente de un lugar a otro; estar seguro contra asaltos violentos, incluida la agresión sexual y la violencia doméstica

### Capacidades
Las capacidades son combinaciones alternativas de funciones que son factibles de alcanzar para una persona. Las formulaciones de capacidad tienen dos partes: funciones y libertad de oportunidad: la libertad sustantiva para buscar diferentes combinaciones de funciones. En última instancia, las capacidades denotan la oportunidad y la capacidad de una persona para generar resultados valiosos, teniendo en cuenta las características personales relevantes y los factores externos. La parte importante de esta definición es la "libertad de lograr", porque si la libertad tuviera solo valor instrumental (valioso como medio para lograr un fin) y ningún valor intrínseco (valioso en sí mismo) para el bienestar de una persona, entonces el valor de la capacidad establecida como un todo simplemente se definiría por el valor de la combinación real de funciones de una persona. Tal definición no reconocería la totalidad de lo que una persona es capaz de hacer y su estado actual resultante debido a la naturaleza de las opciones disponibles para ella. En consecuencia, el conjunto de capacidades esbozado por este enfoque no se trata meramente de logros; más bien, la libertad de elección, en sí misma, tiene una importancia directa para la calidad de vida de una persona.
Por ejemplo, la diferencia entre ayunar y morir de hambre, en el bienestar de una persona, es si la persona elige no comer. En este ejemplo, la persona se está muriendo de hambre, pero la capacidad de obtener una cantidad adecuada de alimentos es el elemento clave para evaluar el bienestar entre las personas en los dos estados. En resumen, tener un estilo de vida no es lo mismo que elegirlo; el bienestar depende de cómo llegó a ser ese estilo de vida. Más formalmente, mientras que la combinación de las funciones de una persona representa sus logros reales, su conjunto de capacidades representa su libertad de oportunidad, su libertad de elegir entre combinaciones alternativas de funciones.
En 2013 se publicó una extensión del enfoque de capacidades en Libertad, responsabilidad y economía de la persona. Este libro explora los conceptos interconectados de persona, responsabilidad y libertad en economía, filosofía moral y política. Intenta conciliar la racionalidad y la moralidad de los individuos. Presenta una reflexión metodológica (fenomenología versus pensamiento kantiano) con el objetivo de rehumanizar a la persona, a través de acciones, y mediante los valores y normas que conducen a los correspondientes derechos y obligaciones que deben ser ordenados. El libro amplía el enfoque de las capacidades en una forma crítica. En particular, considera la libertad en relación con la responsabilidad, es decir, la capacidad de las personas para aplicar restricciones morales a sí mismas. Por el contrario, el enfoque de capacidad de Sen considera la libertad como una racionalidad de elección puramente funcional.

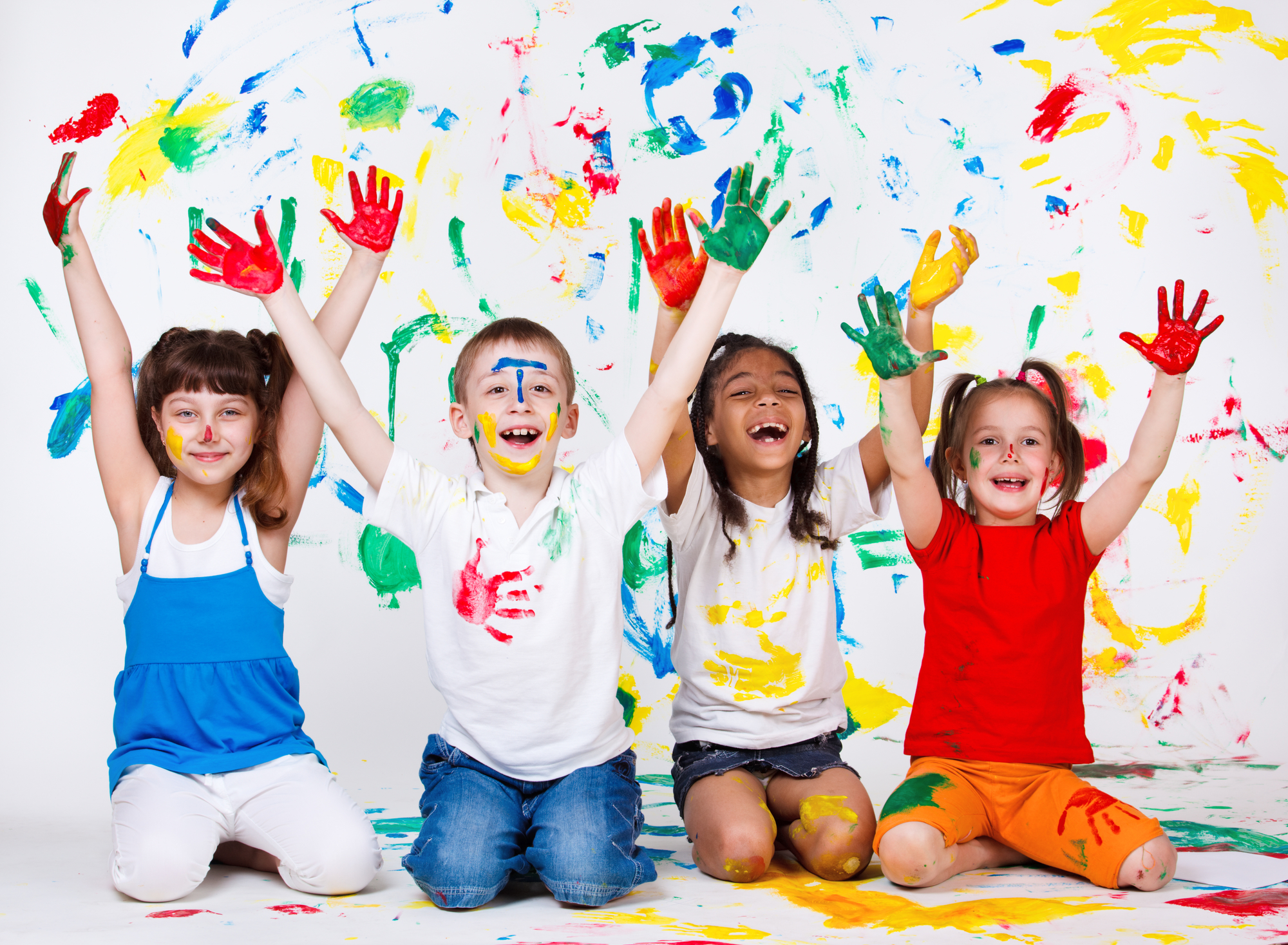
Sentidos, Imaginación y Pensamiento. Poder usar los sentidos, imaginar, pensar y razonar, y hacer estas cosas de una manera "verdaderamente humana"

### Agencia
Amartya Sen define a un agente como alguien que actúa y provoca cambios, cuyo logro puede evaluarse en términos de sus propios valores y objetivos. Esto difiere del uso común del término "agente" que a veces se usa en economía y teoría de juegos para referirse a una persona que actúa en nombre de otra persona. La agencia depende de la capacidad de elegir personalmente los valores funcionales, una elección que puede no correlacionarse con el bienestar personal. Por ejemplo, cuando una persona elige participar en el ayuno, están ejercitando su capacidad de perseguir un objetivo que valora, aunque tal elección puede no afectar positivamente el bienestar físico. Sen explica que una persona como agente no necesita ser guiada por una búsqueda de bienestar; el logro de la agencia considera el éxito de una persona en términos de su búsqueda del conjunto de sus objetivos.
A los efectos del enfoque de capacidades, la agencia se refiere principalmente al papel de una persona como miembro de la sociedad, con la capacidad de participar en acciones económicas, sociales y políticas. Por lo tanto, la agencia es crucial para evaluar las capacidades propias y cualquier barrera económica, social o política para alcanzar las libertades sustantivas. La preocupación por la agencia enfatiza que la participación, el debate público, la práctica democrática y el empoderamiento deben fomentarse junto con el bienestar.
Alkire y Deneulin señalaron que la agencia va de la mano con la expansión de valiosas libertades. Es decir, para ser agentes de sus vidas, las personas necesitan la libertad de ser educadas, hablar en público sin miedo, expresarse, asociarse, etc .; por el contrario, las personas pueden establecer dicho entorno siendo agentes. En resumen, el aspecto de la agencia es importante para evaluar lo que una persona puede hacer de acuerdo con su concepción del bien.

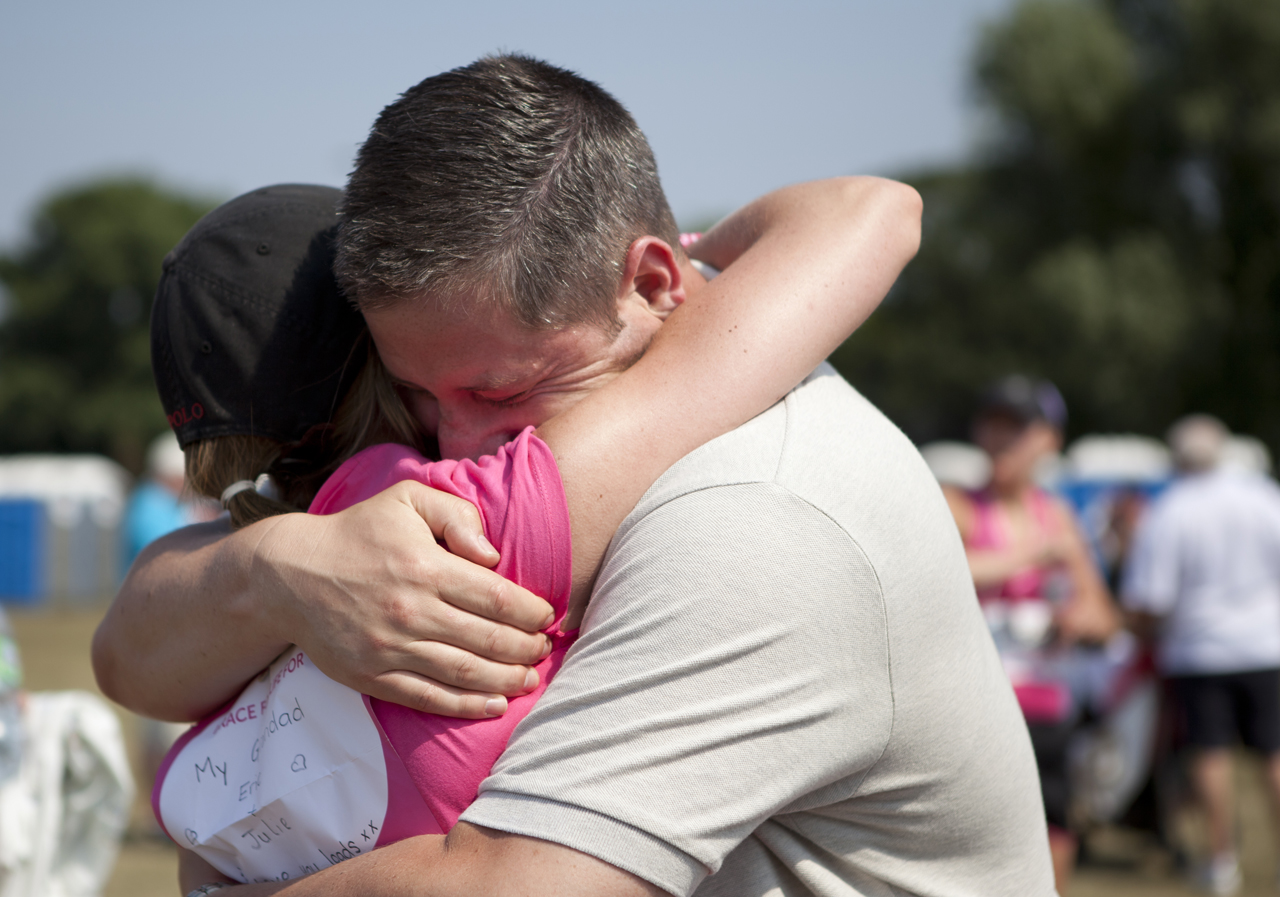
Emociones. Poder tener apegos a cosas y personas fuera de nosotros mismos; amar a quienes nos aman y nos cuidan

## Las capacidades centrales de Nussbaum
Nussbaum (2000) enmarca estos principios básicos en términos de 10 capacidades, es decir, oportunidades reales basadas en circunstancias personales y sociales. Afirma que un orden político solo puede considerarse decente si este orden garantiza al menos un nivel umbral de estas 10 capacidades a todos los habitantes. El enfoque de capacidades de Nussbaum se centra en la noción de la dignidad humana individual. Dado el argumento de Nussbaum de que el objetivo del enfoque de las capacidades es producir capacidades para cada persona, las capacidades que se muestran a continuación pertenecen a personas individuales, y no a grupos. El enfoque de las capacidades ha sido muy influyente en la política de desarrollo, donde ha dado forma a la evolución del índice de desarrollo humano (IDH), ha sido muy discutido en filosofía y cada vez es más influyente en una gama de ciencias sociales.

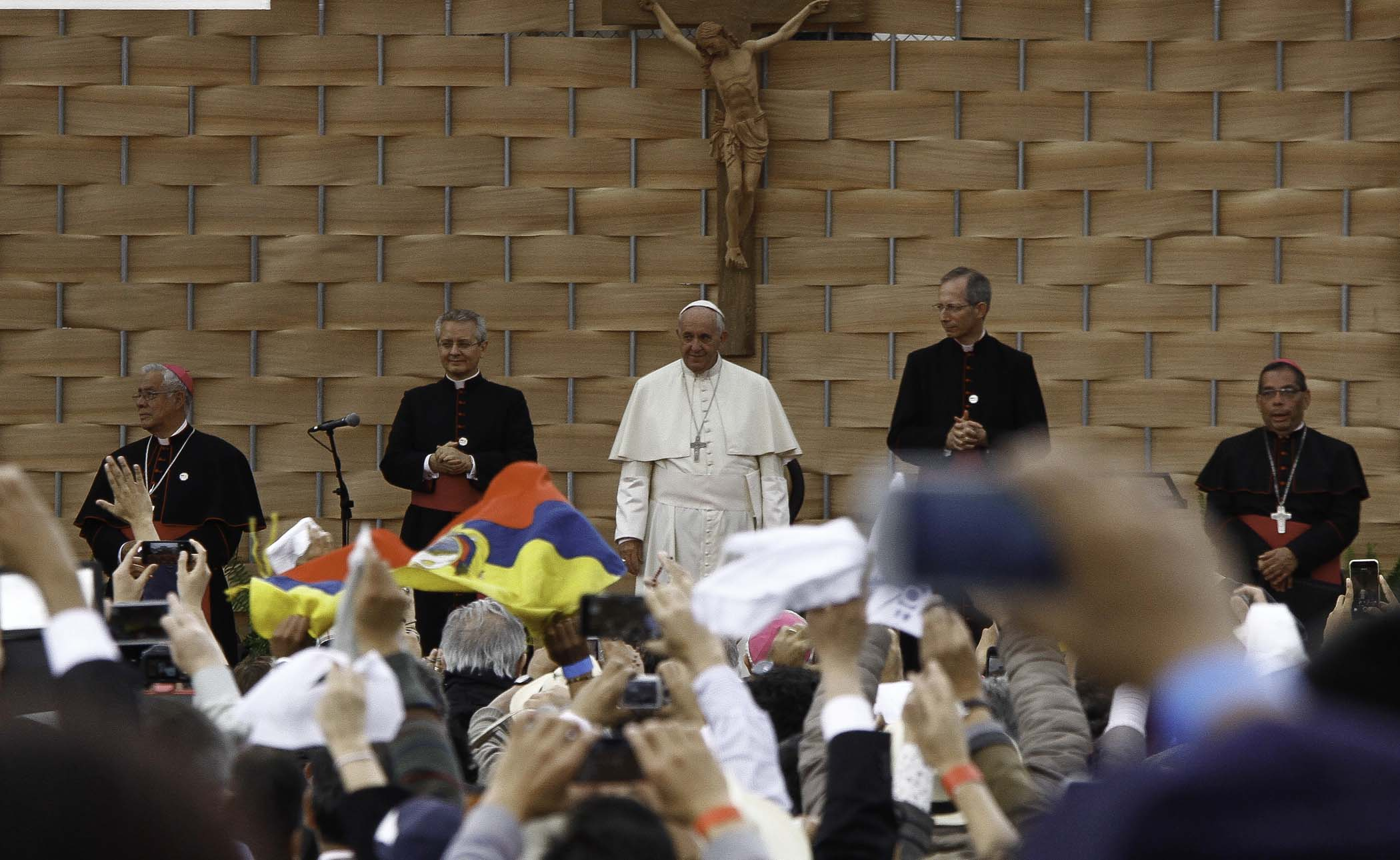
Razón práctica. Ser capaz de formar una concepción del bien y participar en una reflexión crítica sobre la planificación de la vida. (Esto implica protección para la libertad de conciencia y la observancia religiosa).

Las capacidades centrales que, según Nussbaum, deberían ser respaldadas por todas las democracias son:
1. Vida. Poder vivir hasta el final de una vida humana de longitud normal; no morir prematuramente, o antes de que la vida de uno sea tan limitada que no valga la pena vivirla.
2. Salud. Poder gozar de buena salud, incluida la salud reproductiva; estar adecuadamente nutrido; tener un refugio adecuado.
3. Integridad corporal. Poder moverse libremente de un lugar a otro; estar seguro contra asaltos violentos, incluida la agresión sexual y la violencia doméstica; tener oportunidades de satisfacción sexual y de elección en materia de reproducción.
4. Sentidos, Imaginación y Pensamiento. Poder usar los sentidos, imaginar, pensar y razonar, y hacer estas cosas de una manera "verdaderamente humana", una forma informada y cultivada por una educación adecuada, que incluye, entre otras, alfabetización y conocimientos básicos. entrenamiento matemático y científico. Poder usar la imaginación y el pensamiento en conexión con experimentar y producir obras y eventos de su propia elección, religiosos, literarios, musicales, etc. Ser capaz de utilizar la mente de maneras protegidas por las garantías de la libertad de expresión con respecto al discurso político y artístico, y la libertad de ejercicio religioso. Poder tener experiencias placenteras y evitar el dolor no beneficioso.
5. Emociones. Poder tener apegos a cosas y personas fuera de nosotros mismos; amar a quienes nos aman y nos cuidan, llorar su ausencia; en general, amar, sufrir, experimentar el anhelo, la gratitud y la ira justificada. No tener el desarrollo emocional arruinado por el miedo y la ansiedad. (Apoyar esta capacidad significa apoyar formas de asociación humana que pueden demostrarse como cruciales en su desarrollo).

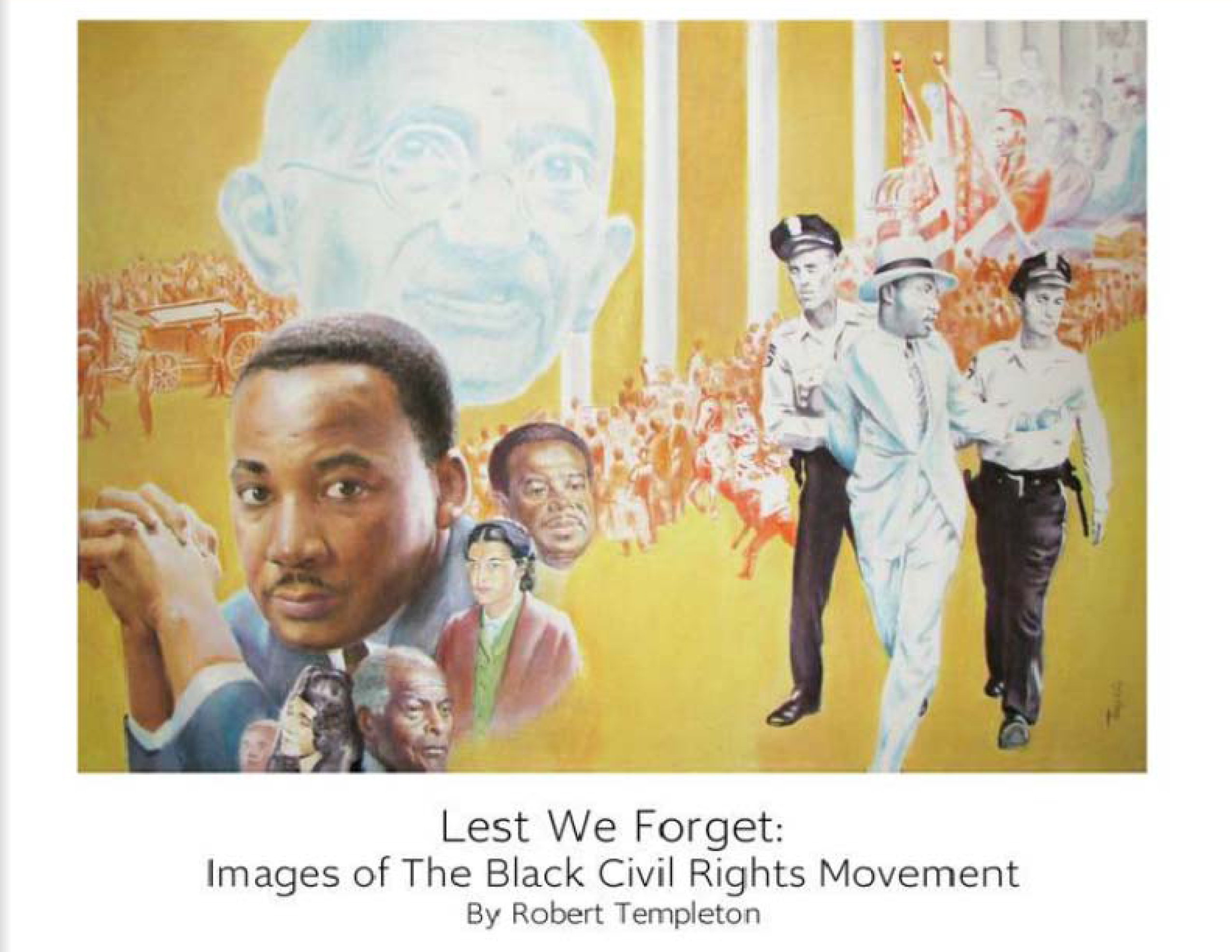
Afiliación. Ser capaz de vivir con otros y acercarse a ellos, reconocer y mostrar interés por otros seres humanos, participar en diversas formas de interacción social; para poder imaginar la situación de otro.

6. Afiliación. Ser capaz de vivir con otros y acercarse a ellos, reconocer y mostrar interés por otros seres humanos, participar en diversas formas de interacción social; para poder imaginar la situación de otro. Razón práctica. Ser capaz de formar una concepción del bien y participar en una reflexión crítica sobre la planificación de la vida. (Esto implica protección para la libertad de conciencia y la observancia religiosa).
7. Afiliación.  7.1. Ser capaz de vivir con otros y acercarse a ellos, reconocer y mostrar interés por otros seres humanos, participar en diversas formas de interacción social; para poder imaginar la situación de otro. (Proteger esta capacidad significa proteger las instituciones que constituyen y alimentan esas formas de afiliación, y también proteger la libertad de reunión y el discurso político). 7.2. Tener las bases sociales de autorrespeto y no humillación; poder ser tratado como un ser digno cuyo valor es igual al de los demás. Esto implica disposiciones de no discriminación por motivos de raza, sexo, orientación sexual, etnia, casta, religión, origen nacional y especie.
8. Otras especies. Ser capaz de vivir con preocupación por y en relación con los animales, las plantas y el mundo de la naturaleza.
9. Jugar. Poder reír, jugar, disfrutar de actividades recreativas.
10. Control sobre el entorno. 10.1. Político. Poder participar efectivamente en las elecciones políticas que gobiernan la vida de uno; tener el derecho de participación política, protección de la libertad de expresión y asociación. 10.2. Material. Poder tener propiedades (tanto de tierra como bienes muebles) y tener derechos de propiedad en igualdad de condiciones con los demás; tener derecho a buscar empleo en igualdad de condiciones con los demás; estar libre de una búsqueda o incautación injustificada. En el trabajo, poder trabajar como humano, ejercitar la razón práctica y entrar en relaciones significativas de reconocimiento mutuo con otros trabajadores.

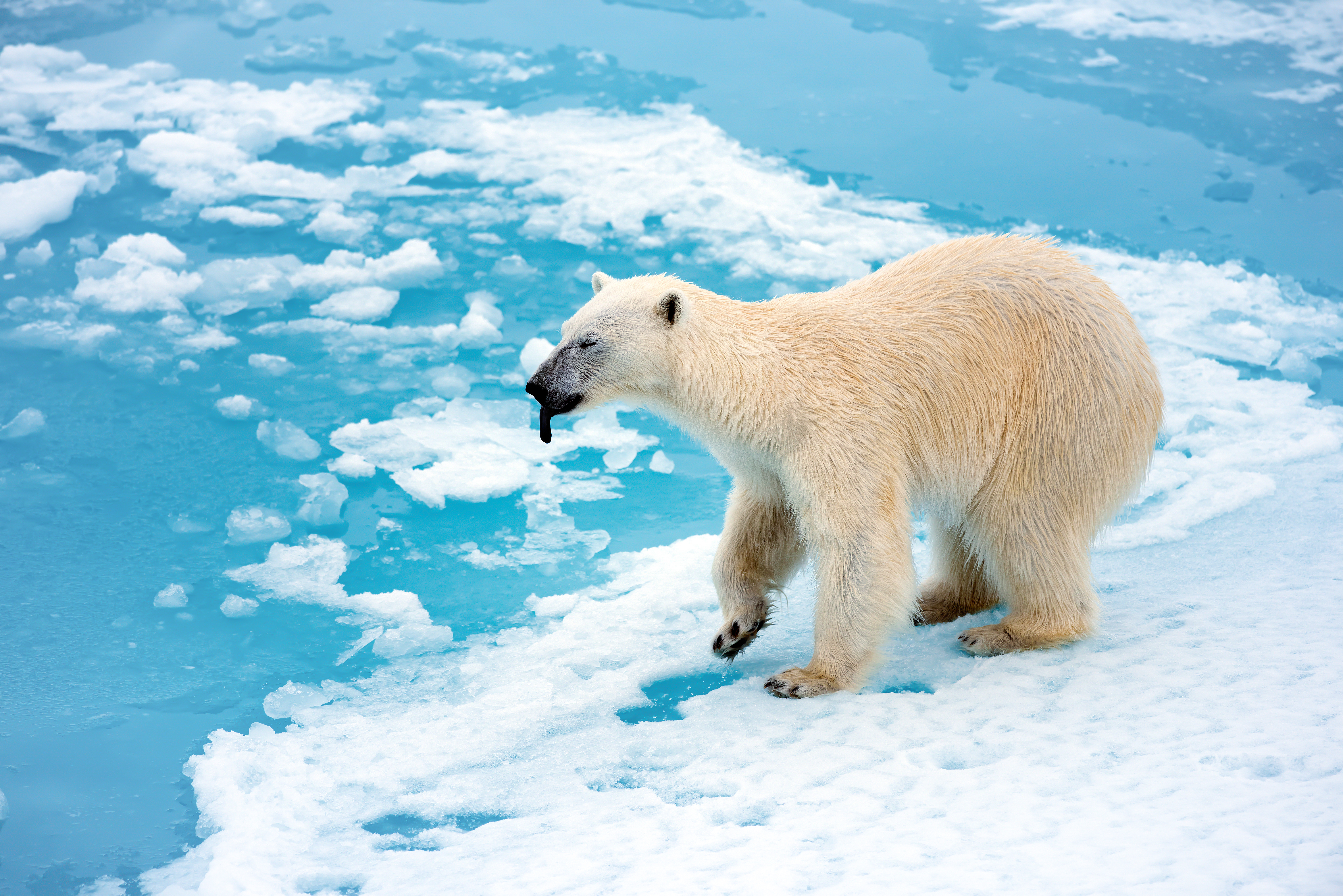
Otras especies. Ser capaz de vivir con preocupación por y en relación con los animales, las plantas y el mundo de la naturaleza.

Aunque Nussbaum no afirmó que su lista fuera definitiva e invariable, abogó fuertemente por delinear una lista de capacidades humanas centrales. Por otro lado, Sen se niega a proporcionar una lista específica de capacidades. Sen argumenta que una lista exacta y sopesada sería demasiado difícil de definir. Por un lado, requiere especificar el contexto del uso de las capacidades, que podría variar. Además, Sen argumenta que parte de la riqueza del enfoque de capacidades es su insistencia en la necesidad de un escrutinio valorativo abierto para hacer juicios sociales. No está dispuesto a devaluar el dominio del razonamiento en la esfera pública. En cambio, Sen argumenta que la tarea de sopesar varias capacidades debe dejarse a las consideraciones éticas y políticas de cada sociedad basadas en el razonamiento público. Junto con las preocupaciones planteadas acerca de la lista de Nussbaum, Alkire y Black también argumentan que la metodología de Nussbaum "va en contra de un empuje esencial del enfoque de las capacidades que ha sido el intento de reorientar la teoría del desarrollo lejos de un enfoque reduccionista de una vida mínimamente decente, a la más integral que tiene en cuenta el bienestar humano para todas las personas".

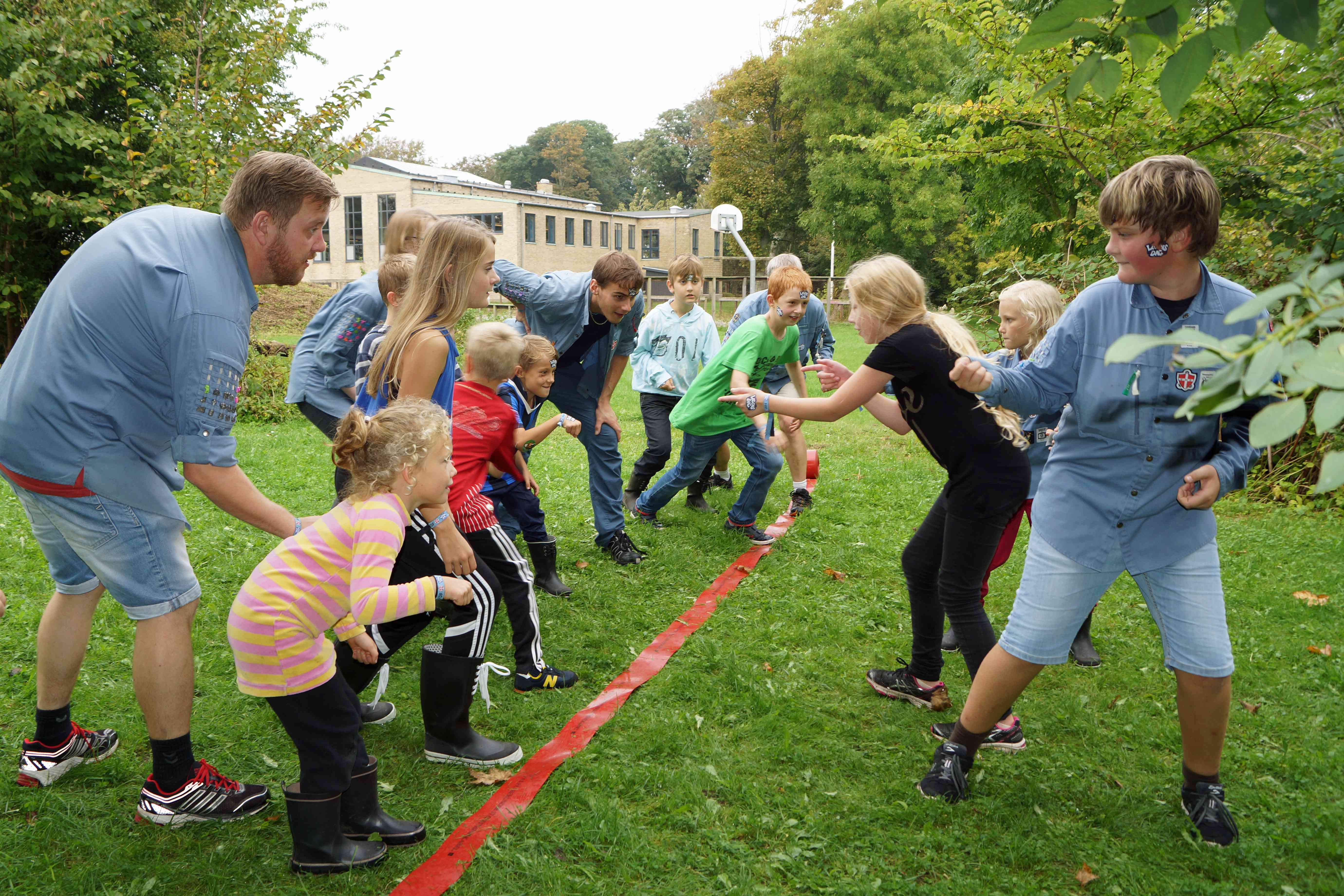
Jugar. Poder reír, jugar, disfrutar de actividades recreativas.

Dicho esto, las aplicaciones para el desarrollo se discuten en Sen (1999), Nussbaum (2000) y Clark (2002, 2005), y ahora son numerosas hasta el punto en que el enfoque de las capacidades es ampliamente aceptado como un paradigma en el desarrollo. El programa de trabajo operacionalizando el enfoque de capacidades de Anand y sus colegas se basa en gran medida en la lista de Nussbaum como una descripción relativamente completa y de alto nivel del espacio en el que se experimenta el bienestar humano o la calidad de vida. Este trabajo argumenta que los subelementos en la lista de Nussbaum son demasiado distintos para ser monitoreados por una sola pregunta y que se requiere un panel de unos 40-50 indicadores para informar el desarrollo del trabajo empírico.

## Medición de capacidades

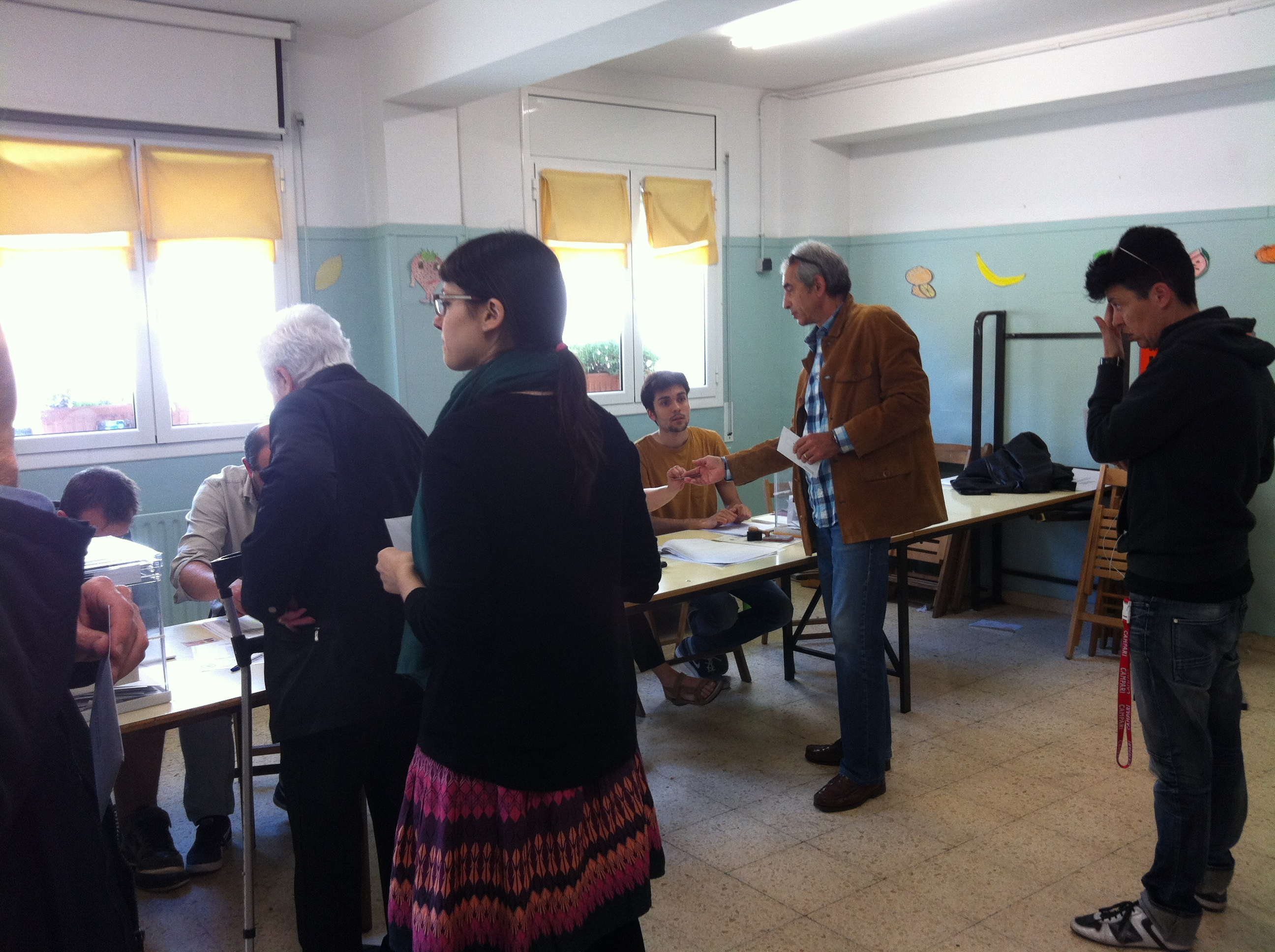
Control sobre el entorno político. Poder participar efectivamente en las elecciones políticas que gobiernan la vida de uno

La medición de capacidades fue, en los primeros días, una barrera particular para la implementación y el uso del enfoque. Sin embargo, dos líneas particulares de trabajo, en investigación y política, han tratado de mostrar que hay indicadores significativos de lo que pueden hacer los individuos (y en algunos casos los gobiernos) que pueden desarrollarse y utilizarse para generar una variedad de ideas.
En 1990, el Informe de Desarrollo Humano de la ONU publicó el primer ejercicio de ese tipo que se centró en la salud, la educación y los ingresos, que fueron igualmente ponderados para generar el Índice de Desarrollo Humano. Al mismo tiempo, y posteriormente, los investigadores que reconocen que estas tres áreas cubren solo ciertos elementos de calidad de vida y han tratado de desarrollar medidas más exhaustivas. Un proyecto importante en esta área ha sido el 'proyecto de medición de capacidades' en el que Anand ha liderado equipos de filósofos, economistas y científicos sociales que generan una implementación completa y directa del enfoque particular sobre las relaciones y conceptos clave desarrollados en Sen (1985), pero también en el trabajo relacionado con el contenido del enfoque. El trabajo más antiguo de este proyecto desarrolló un conjunto de alrededor de 50 indicadores de capacidad que se utilizaron para desarrollar una imagen de la calidad de vida y la pobreza en el Reino Unido. Posteriormente, Anand y sus colegas han desarrollado conjuntos de datos para EE. UU., el Reino Unido e Italia en los que todos los elementos del marco de Sen se reflejan en datos que permiten estimar las tres ecuaciones clave, funciones, experiencia y capacidades.
En una serie de documentos, han demostrado que tanto sus datos primarios como algunos conjuntos de datos secundarios pueden utilizarse para arrojar luz sobre la producción y distribución de calidad de vida para adultos en edad laboral, jubilados, niños muy pequeños, vulnerables a la violencia doméstica , migrantes, comunidades de viajeros excluidas y discapacitados. Usan estas aplicaciones para argumentar que el marco de capacidades es especialmente adecuado para comprender la calidad de vida a lo largo de la vida y que proporciona una gramática relativamente universal para comprender los elementos del bienestar humano.

### Medidas monetarias vs. no monetarias del bienestar
Las medidas monetarias y no monetarias de bienestar son ideales cuando se usan para complementarse entre sí. Comprender los diversos aspectos del proceso de desarrollo económico no solo ayuda a abordar los problemas de la desigualdad y los retrasos en el desarrollo humano, sino que también ayuda a identificar el retraso de los países que, una vez abordado, puede promover aún más el bienestar y el progreso. Como señala la Organización para la Cooperación y el Desarrollo Económicos (OCDE) (2006):
   "El bienestar tiene varias dimensiones de las cuales los factores monetarios son solo una. Sin embargo, son importantes, ya que las economías más ricas están en mejores condiciones para crear y mantener otras condiciones que mejoran el bienestar, como un entorno limpio, la probabilidad de que la persona promedio tenga derecho a 10 años o más de educación, y llevar una vida comparativamente larga y saludable. El bienestar también se verá incrementado por las instituciones que permitan a los ciudadanos sentir que controlan sus propias vidas, y que la inversión de su tiempo y recursos será recompensada. A su vez, esto conducirá a mayores ingresos en un círculo virtuoso".
Simon Kuznets, el desarrollador del PIB per cápita, advirtió contra el uso de esta medida como un indicador del bienestar general, lo que limita el uso involuntario de medidas basadas en la producción como indicadores del bienestar humano.

### Crítica de las medidas basadas en la renta

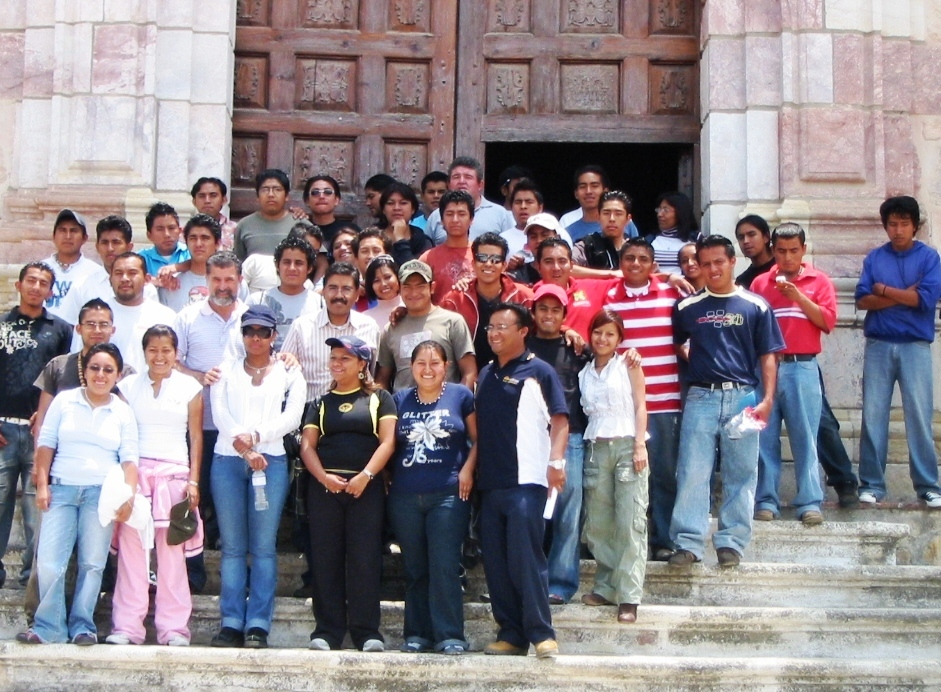
Trabajo comunal voluntario. No incluido en las mediciones basadas en el PIB

El uso del PIB y el PNB como una aproximación del bienestar y el desarrollo se ha criticado ampliamente, ya que a menudo se utilizan indebidamente como indicadores de bienestar y desarrollo humano cuando de hecho solo hablan de la capacidad económica de un país o del nivel de ingreso promedio cuando se expresa por persona. En particular, la economía feminista y la economía ambiental ofrecen una serie de críticas. Los críticos en estos campos generalmente discuten las desigualdades de género, la representación insuficiente de los costos ambientales de las producciones y las cuestiones generales de utilizar indebidamente una medida basada en resultados para fines no intencionales. En resumen, la conclusión del enfoque de capacidades es que las personas no solo valoran los ingresos monetarios, y que el desarrollo está vinculado a varios indicadores de satisfacción con la vida y, por lo tanto, son importantes para medir el bienestar. Las políticas de desarrollo se esfuerzan por crear un ambiente para que las personas vivan una vida larga y saludable.

#### Críticas feministas

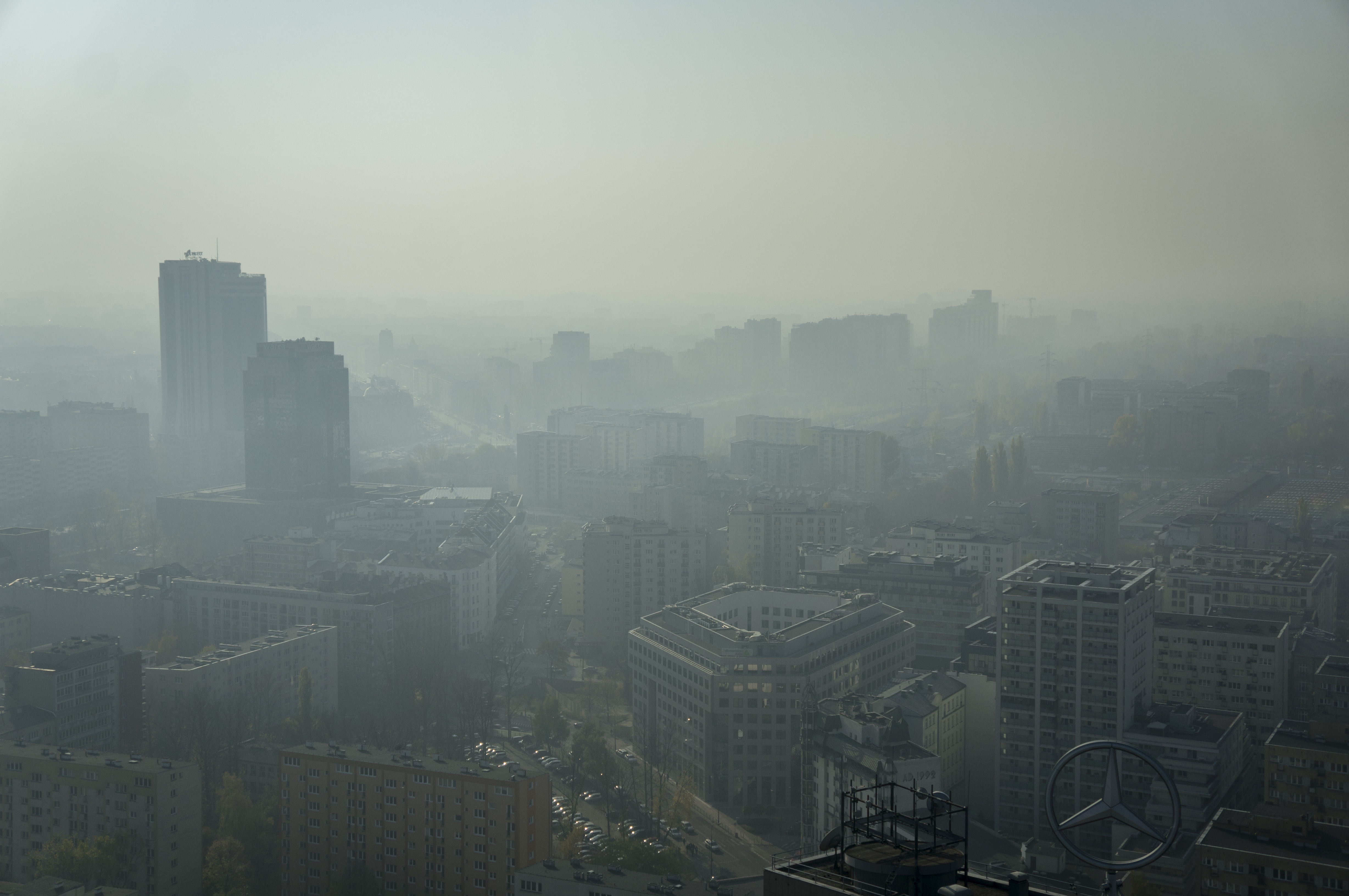
Los efectos negativos de la contaminación no están descontados en las mediciones basadas en el PIB

Nussbaum destaca algunas de las suposiciones y conclusiones problemáticas de los enfoques del desarrollo basados en la renta. En primer lugar, señala que el PNB y el PIB no consideran requisitos especiales para ayudar a las personas más vulnerables, como las mujeres. Específicamente, Nussbaum menciona que los enfoques basados en la renta ignoran la distribución de las necesidades de las diversas circunstancias de las personas, por ejemplo, una mujer embarazada necesita más recursos que una mujer no embarazada o un hombre soltero.
Además, las medidas basadas en la renta ignoran el trabajo no remunerado, que incluye la crianza de los hijos y las ventajas sociales que resultan del trabajo de una madre. Marilyn Waring, una economista política y activista por los derechos de las mujeres, elabora el ejemplo de una madre dedicada al cuidado infantil, la asistencia doméstica y la producción de pocos bienes para el mercado informal, todos los cuales realiza generalmente de forma simultánea. Estas actividades proporcionan beneficios económicos, pero no se valoran en los sistemas nacionales de contabilidad; esto sugiere que la definición de desempleo utilizada en las medidas basadas en la renta es inapropiada.

#### Críticas ambientalistas
Otra crítica de Waring es que las medidas basadas en la renta ignoran los efectos negativos del crecimiento económico y por lo tanto los productos que reducen el bienestar social, como las armas nucleares y la extracción de petróleo que causa derrames, se consideran un buen aporte. Los "anti-males" o los gastos defensivos para combatir "males" no se cuentan como una deducción en los sistemas de contabilidad (p.11). Además, los recursos naturales se tratan como productos ilimitados y los efectos negativos, como la contaminación y los riesgos para la salud asociados, no se deducen de las medidas.

#### Críticas técnicas y de mala interpretación
Cuando se desarrollaron el PNB y el PIB, su uso previsto no fue para medir el bienestar humano; el uso previsto fue como un indicador de crecimiento económico, y eso no necesariamente se traduce en bienestar humano. Kuznets a menudo ha señalado este punto, en sus palabras, "deben tenerse en cuenta las diferencias entre la cantidad y calidad del crecimiento, entre los costos y los rendimientos y entre el corto y largo plazo. Las metas para un mayor crecimiento deberían especificar más crecimiento de qué y para qué "(p.9).
Nussbaum también señala que el PNB y el PBI omiten la distribución del ingreso y la oportunidad o capacidad de convertir los recursos en actividades (esta crítica se deriva directamente del enfoque de capacidades). Kuznets denomina esto como un problema de "obtener un total no duplicado de todos los resultados", (página 15) ya que esto sugiere que las personas solo se ven como consumidores y no como posibles productores, por lo tanto, no se ven los productos comprados por un individuo como "consumidos en el proceso productivo de producir otros bienes" (p.15)
Estas medidas contables tampoco capturan todas las formas de trabajo y solo se enfocan en "el trabajo para obtener ganancias ", (p.133) dejando de lado las contribuciones a una sociedad y economía, como el trabajo voluntario y la agricultura de subsistencia. Kuznets proporciona el ejemplo del proceso mediante el cual los agricultores dedican tiempo y energía a cultivar tierras vírgenes. Además, el PNB y el PIB solo representan los intercambios monetarios y no dan valor a algunos intangibles importantes, como el tiempo libre.

### Cambio a medidas alternativas
El enfoque de capacidades ha sido muy influyente hasta ahora en las teorías del desarrollo humano y los métodos de medida de capacidades, la teoría ha conducido a la creación de los índices IDH, IHDI y GII y sus usos entre organizaciones internacionales como las Naciones Unidas y otras. En las empresas, las capacidades se incluyen en Indicadores clave de desarrollo (KDI) como medidas de desarrollo, incluido el desarrollo de los empleados. En 1990, en el Informe sobre Desarrollo Humano (IDH) encargado por el PNUD se propuso crear una medida de desarrollo sensible a la distribución de la riqueza.
Esta medida se creó para competir con las medidas más tradicionales del PIB y el PNB, que se habían utilizado previamente para medir el nivel de desarrollo en un país determinado, pero que no contenían disposiciones sobre los términos de distribución de la riqueza. La medida resultante se tituló Índice de Desarrollo Humano, creado por Mahbub ul Haq en colaboración con Sen y otros. El objetivo era crear un indicador del desarrollo humano, especialmente uno que proporcionara una evaluación general y una crítica del desarrollo humano global para arrojar luz sobre la desigualdad persistente, la pobreza y otras carencias de capacidades a pesar de los altos niveles de crecimiento del PIB.
Actualmente, el IDH sigue utilizándose en el Informe sobre Desarrollo Humano, además de muchas otras medidas (basadas en las perspectivas teóricas de las Capacidades) que han sido desarrolladas y utilizadas por las Naciones Unidas. Entre estos índices se encuentran el Índice de Desarrollo de Género (IDG), la Medida de Empoderamiento de Género (GEM), introducida en 1995, y el Índice de Desigualdad de Género (GII) más reciente y el Índice de Desarrollo Humano ajustado por Desigualdad (IHDI), ambos adoptados en 2010.

### Índices basados en las capacidades
Los siguientes son algunos de los principales índices que se han creado basándose en los fundamentos teóricos del enfoque de Capacidades.

#### Índice de Desarrollo Humano
El Índice de Desarrollo Humano tiene en cuenta una serie de factores de desarrollo y bienestar que no se tienen en cuenta en el cálculo del PIB y el PNB. El Índice de Desarrollo Humano se calcula utilizando los indicadores de esperanza de vida, alfabetización de adultos, matrícula escolar y transformaciones logarítmicas del ingreso per cápita. Además, se señala que el IDH "es un promedio ponderado del ingreso ajustado por distribuciones y poder adquisitivo, esperanza de vida, alfabetización y salud".
El IDH se calcula para países individuales con un valor entre 0 y 1 y se "interpreta ... como el desarrollo final que ha alcanzado esa nación" (p.17). El Informe de Desarrollo Humano de 2011 también incluye el Índice de Desarrollo Humano ajustado por la Desigualdad que representa exactamente las mismas cosas que el IDH considera, sin embargo, el IHDI tiene tres capacidades (vida larga y saludable, conocimiento y un nivel de vida decente) ajustadas para desigualdades en la distribución de cada capacidad en la población.

#### Índice de desarrollo relacionado con el género
El índice de desarrollo relacionado con el género se define como una "medida sensible a la distribución que tiene en cuenta el impacto del desarrollo humano de las brechas de género existentes en los tres componentes del IDH" (página 243). De esta forma, el IDG da cuenta de las deficiencias en el IDH en términos de género, porque revalúa la puntuación de un país en las tres áreas del IDH en función de las brechas de género percibidas y penaliza el índice del país si, de hecho, existen grandes disparidades de género en esas áreas. Este índice se usa al unísono con el IDH y, por lo tanto, también captura los elementos de las capacidades que posee. Además, considera las capacidades de las mujeres que han sido un foco en gran parte del trabajo de Sen y Nussbaum (para enumerar algunas: Nussbaum, 2004a, Nussbaum, 2004b, Sen, 2001, Sen, 1990).

#### Medida de empoderamiento de género
La Medida de Empoderamiento de Género (GEM) es considerablemente más especializada que el IDG. El GEM se centra particularmente en el empoderamiento relativo de las mujeres en un país determinado. El empoderamiento de las mujeres se mide mediante la evaluación del empleo de las mujeres en puestos económicos de alto rango, escaños en el parlamento y participación en los ingresos familiares. Notablemente, esta medición captura más de las 10 capacidades centrales de Nussbaum.

#### Índice de desigualdad de género
En el Informe sobre Desarrollo Humano de 2013, el Índice de Desigualdad de Género, que se introdujo en 2011, continúa ajustando el IDG y el GEM. Esta medición compuesta utiliza tres dimensiones: salud reproductiva, empoderamiento y participación en la fuerza de trabajo. Al construir el índice, los siguientes criterios fueron clave: relevancia conceptual para las definiciones de desarrollo humano y teoría. No ambigüedad para que el índice sea fácil de interpretar. Confiabilidad de datos estandarizados y recopilados / procesados por una organización confiable. No redundancia con otros indicadores; y, por último, poder de discriminación, donde la distribución se distingue bien entre los países y no existe un "agrupamiento" entre los países principales y los más bajos (p.10). Este índice también captura algunas de las 10 Capacidades Centrales de Nussbaum.

#### Índice de pobreza humana
En 1997, el PNUD introdujo el Índice de pobreza humana (IPH), que tiene como objetivo medir la pobreza en los países industrializados y en desarrollo. El IPH es una medida de pobreza "no basada en el ingreso" (p.101) que se enfoca en "resultados humanos en términos de elecciones y oportunidades a que enfrenta una persona" (p.99). En apoyo de este índice, Sakiko Fukuda-Parr -una economista del desarrollo y exdirectora de la Oficina del Informe sobre Desarrollo Humano- distingue entre pobreza de ingresos y pobreza humana. La pobreza humana puede interpretarse como sufrir privaciones para llevar una vida larga, sana y creativa, con un nivel de vida decente.

### Evaluación económica en el cuidado de la salud
El enfoque de capacidad se está desarrollando y aplicando cada vez más en economía de la salud, para su uso en el análisis de costo-efectividad. Se considera una alternativa a las medidas de calidad de vida relacionadas con la salud existentes basadas en preferencias (por ejemplo, el EQ-5D) que se centran en el funcionamiento, y pueden aplicarse en el marco de la vida ajustada a la calidad (QALY). Se han creado varias medidas para su uso en contextos particulares, como personas mayores, salud pública y salud mental, así como medidas de resultado más genéricas basadas en la capacidad. La precaución permanece cuando las medidas no excluyen explícitamente la adaptación de las personas a sus circunstancias, por ejemplo, a problemas de salud física.

### Medidas alternativas del bienestar
Como se señaló anteriormente, en gran medida, las capacidades humanas centrales de Nussbaum abordan cuestiones de igualdad, libertad política, creatividad y el derecho a sí mismo, al igual que los diversos índices que se basan en las capacidades. Es evidente que estas medidas son muy subjetivas, pero este hecho está en la esencia de definir la calidad de vida según Nussbaum y Sen. Nussbaum se refiere a Sen al decir que, aunque las medidas de bienestar pueden ser problemáticas en modelos comparativos y cuantificables debido a su asunto subjetivo, la protección y el compromiso con el desarrollo humano son demasiado importantes como para dejarlos al margen del progreso económico. El bienestar y la calidad de vida son demasiado importantes como para dejarlos sin un enfoque intencional hacia el cambio político.
Los índices citados son cruciales para abordar cuestiones de bienestar e indicadores de calidad de vida. Según Anand, et al. (2009) pueden resumirse como una demostración de que es posible medir las capacidades dentro de las convenciones aplicadas al diseño estándar de encuestas de hogares, contrariamente a las dudas anteriores sobre la capacidad de poner en práctica el enfoque de capacidades.